# 谢尔盖·阿尔图霍夫
谢尔盖·维克托罗维奇·阿尔图霍夫（羅馬化：Sergey Viktorovich Altukhov；1982年2月23日—）是俄罗斯政治人物，第八届国家杜马代表。
2004年至2015年，他在微软、思爱普等国际IT公司俄罗斯分行担任过多个职务。2015年，他成为克拉斯诺达尔边疆区副行政长官。2021年，他代表图阿普谢选区当选为第八届国家杜马议员。
谢尔盖·阿尔图霍夫已婚并育有两个孩子。

## 制裁
阿尔图霍夫于2022年因俄乌战争而受到英国政府制裁。